# Snotra Tesserae
Snotra Tesserae zijn tesserae op Venus. Snotra Tesserae werden in 1997 genoemd naar Snotra, godin van de wijsheid uit de Noordse mythologie.
De tesserae hebben een diameter van 1000 kilometer en bevinden zich in het noorden van het quadrangle Greenaway (V-24). Het terrein ligt ten noordwesten van de Kamadhenu Corona.